# Vitörad barbett
Vitörad barbett (Stactolaema leucotis) är en fågel i familjen afrikanska barbetter inom ordningen hackspettartade fåglar.

## Utseende och läte
Vitörad barbett är en liten och distinkt tecknad barbett i mörkbrunt och vitt. Mängden vitt i ansiktet varierar geografiskt, men alla bestånd har en vit strimma bakom ögat. Den skiljs från andra barbetter genom den vita öronfläcken och avsaknad av gula eller olivgröna toner i fjäderdräkten. Lätet är ett upprört "kiik" som ofta upprepas.

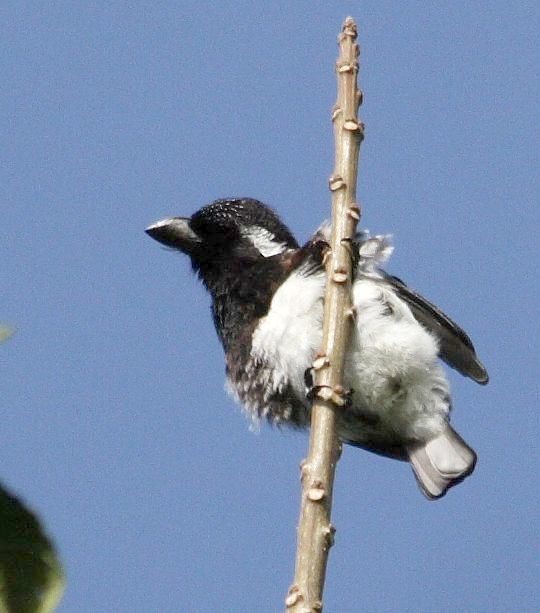

## Utbredning och systematik
Vitörad barbett delas in i tre underarter:
- Stactolaema leucotis kilimensis – förekommer lokalt i höglandet i centrala Kenya till nordöstra Tanzania
- Stactolaema leucotis leucogrammica – förekommer i höglandet i södra och centrala Tanzania (Uluguru Berg Mahenge)
- Stactolaema leucotis leucotis – förekommer i Malawi och södra Moçambique till Swaziland och KwaZulu-Natal

Sedan 2014 urskiljer Birdlife International och naturvårdsunionen IUCN leucogrammica som den egna arten "vitstrimmig barbett". 

## Levnadssätt
Vitörad barbett hittas i skog, skogsbryn och fuktiga buskmarker. Den ses vanligen i små och ljudliga grupper, ofta sittande synligt i döda träd.

## Status
IUCN hotkategoriserar leucogrammica och övriga underarter var för sig, båda populationer som livskraftiga.